# Dimboola
Dimboola – miasto w Australii, w stanie Wiktoria.